# .hk
.hk è il dominio di primo livello nazionale assegnato a Hong Kong.
È gestito da Hong Kong Internet Registration Corporation Limited (HKIRC).
Nel 2010 ICANN ha approvato il dominio internazionalizzato .香港 (.xn--j6w193g).

## Domini di secondo livello
Sono disponibili i seguenti domini di secondo livello:
- .com.hk
- .org.hk
- .gov.hk
- .edu.hk
- .net.hk
- .idv.hk